# Sympycnus isoaristus
Sympycnus isoaristus är en tvåvingeart som beskrevs av Harmston och Frank Hall Knowlton 1940. Sympycnus isoaristus ingår i släktet Sympycnus och familjen styltflugor.
Artens utbredningsområde är Utah. Inga underarter finns listade i Catalogue of Life.